# Rum and Coca-Cola
Pour les articles homonymes, voir Rhum et Coca-Cola.
Clip vidéo
[vidéo] « Lord Invader - Rum and Coca-Cola », sur YouTube
[vidéo] « The Andrews Sisters - Rum And Coca-Cola (1944) », sur YouTube
Rum and Coca-Cola (inspiré du cocktail rhum-Coca de la mer des Caraïbes) est un standard de jazz calypso de Trinité-et-Tobago (Trinidad and Tobago, en anglais) écrit et interprété par Lord Invader en 1943, sur une musique de Lionel Belasco de 1906. Sa reprise et adaptation en 1944 pendant la Seconde Guerre mondiale par le groupe de chanteuses américaines The Andrews Sisters en fait un succès mondial, vendu à plus de 7 millions d’exemplaires.

## Histoire
Cette chanson est écrite en 1943 par l'auteur-interprète Lord Invader à Trinité-et-Tobago, sur la base d'une mélodie également composée à Trinidad en 1906, sous le nom de « L'année passée », par Lionel Belasco (en) et Massie Patterson. Cependant, certains, notamment Attila the Hun et Lord Executor (en), attribuent à cette mélodie une origine martiniquaise de la fin du XIXe siècle. Elle est interprétée et enregistrée avec un succès local en février 1943 par Lord Invader, pendant la Seconde Guerre mondiale (avec des paroles sur le rhum-Coca et la prostitution à Trinidad).

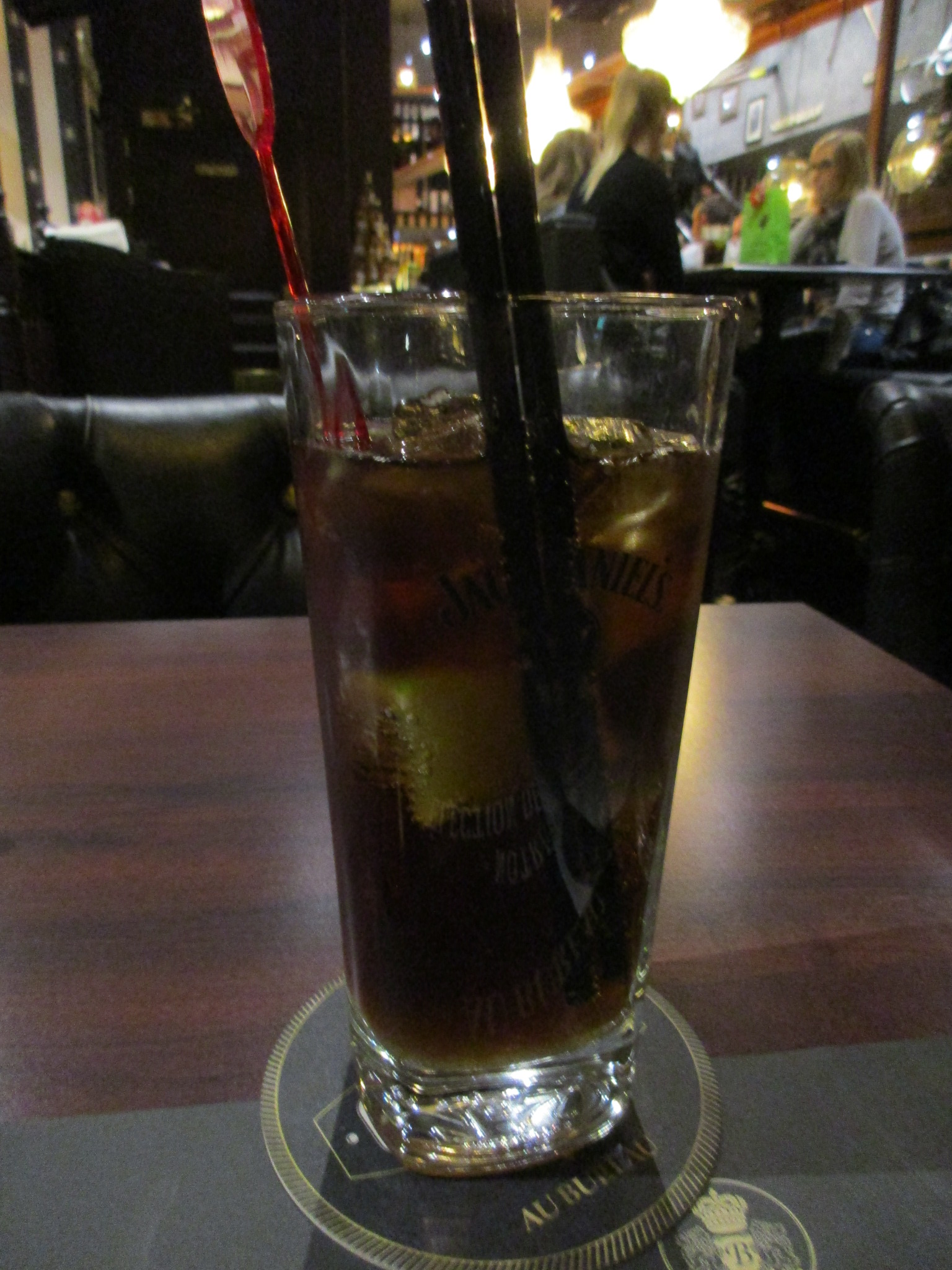
Cocktail rhum-Coca
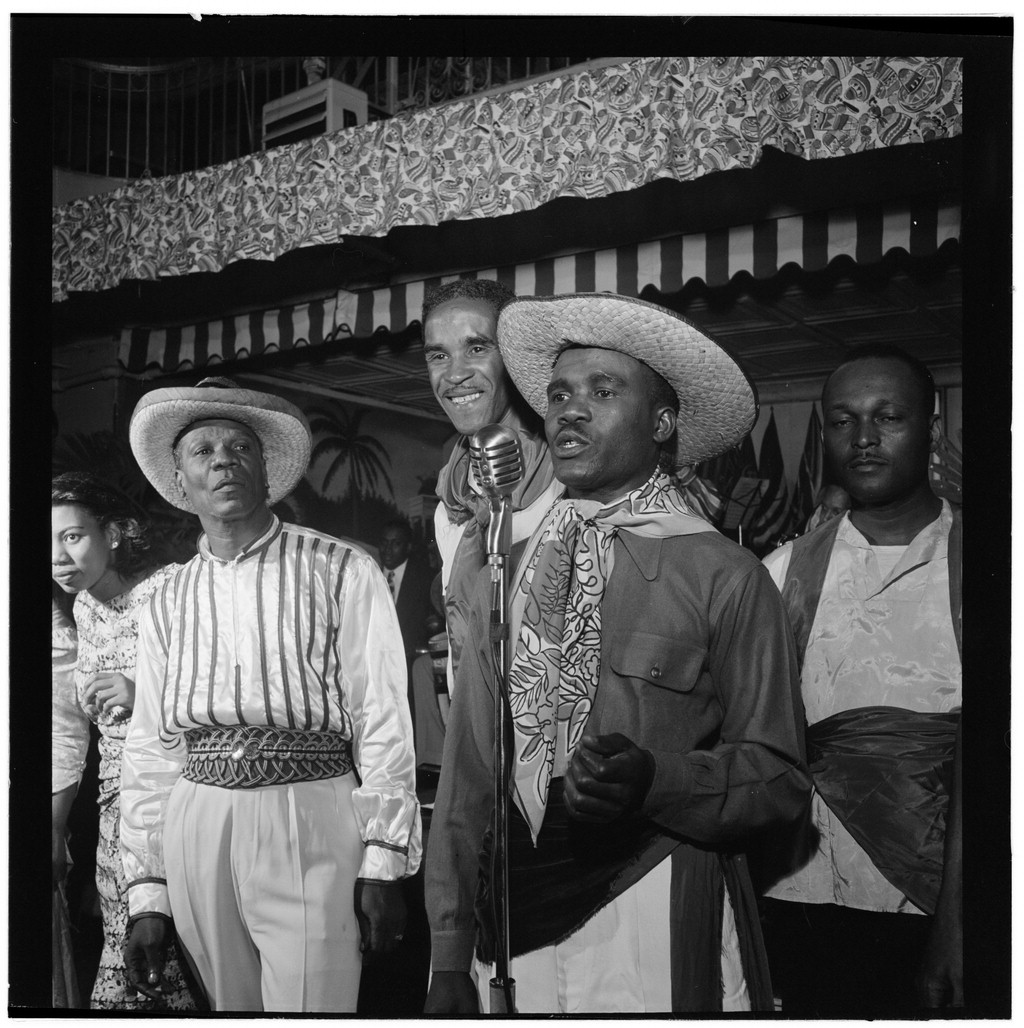
Lord Invader vers 1940
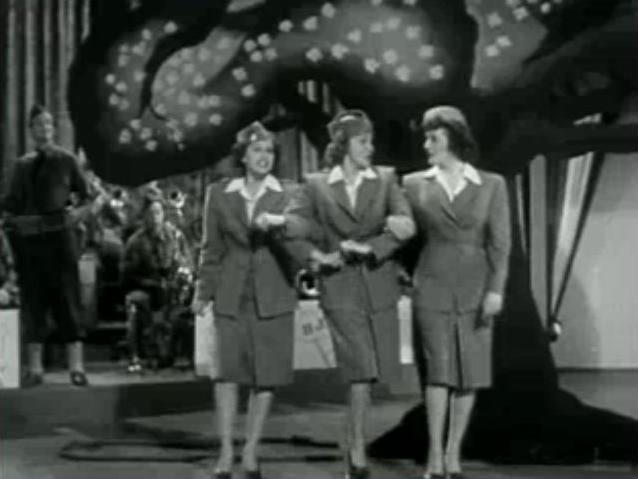
The Andrews Sisters en 1942
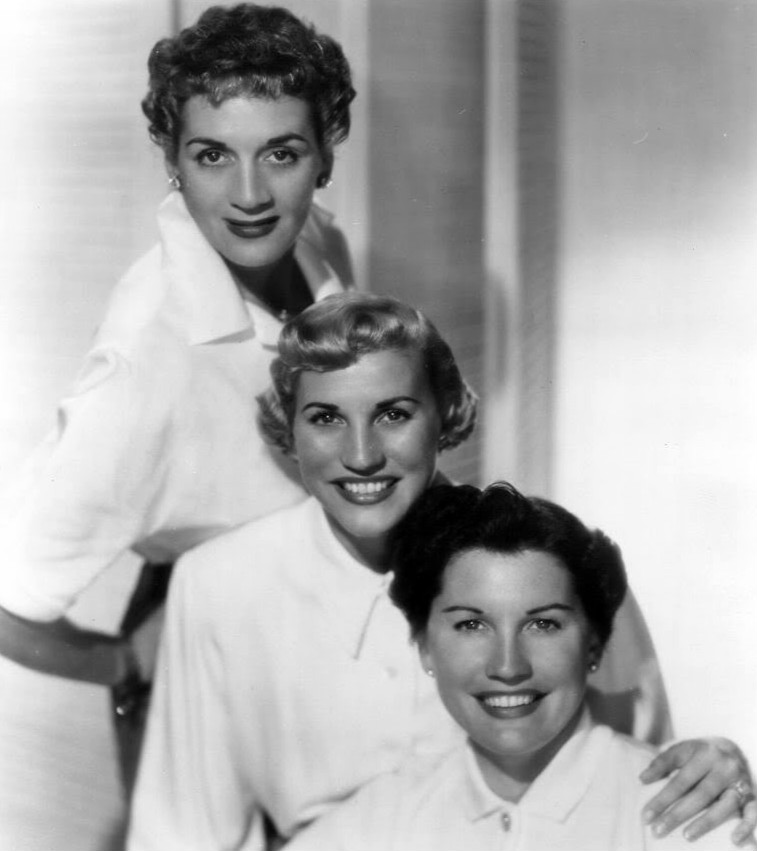
The Andrews Sisters en 1952
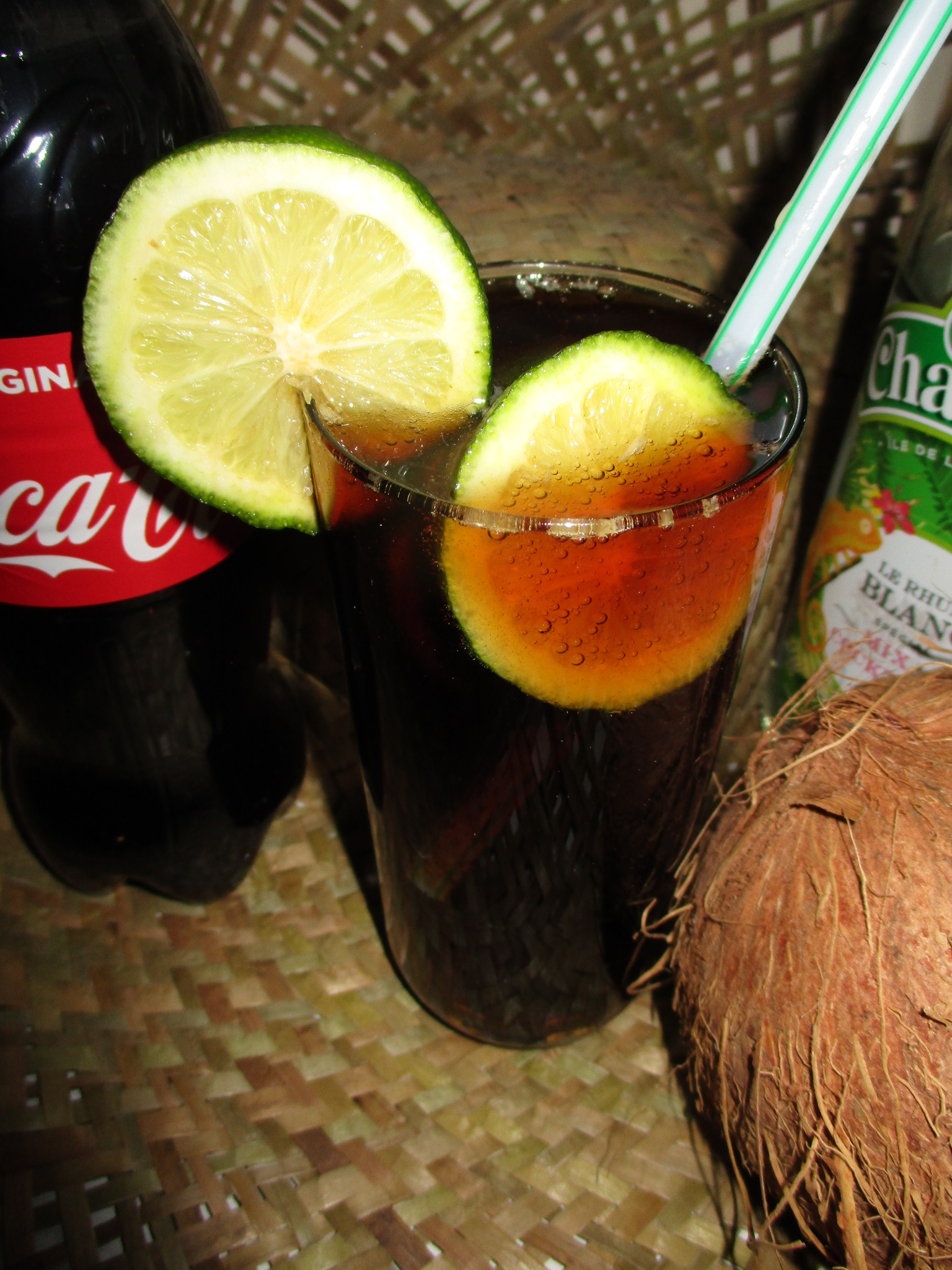
Cocktail rhum-Coca

Le comédien scénariste américain Morey Amsterdam la reprend et l'adapte durant un séjour à Trinidad de septembre 1943, et enregistre les droits d'auteur à son nom à son retour à New York, et aux noms de Jeri Sullivan et Paul Baron comme compositeurs « Rhum Et Coca Cola, Si vous descendez à Trinidad, Ils vous font vous sentir si heureux, Chanter du calypso et inventer des rimes, Je vous garantis un bon moment, En buvant du rhum et du Coca Cola, Descendez à la pointe de Koomahnah, La mère et la fille toutes les deux, Travaillent pour avoir des dollars Yankee, Oh, tire-toi, mec, tire toi, Depuis que les Yankees sont venus à Trinidad, Ils ont rendu toutes les jeunes filles folles, Les jeunes filles disent qu'ils les traitent bien, Faisant de Trinidad un paradis, De Chicachicaree à l'Ile Mona, Toutes les filles du coin dansent et sourient, Elles aident les soldats à fêter leur permission, Elles font ressembler chaque jour à une fête de Nouvel An, C'est comme ça, mec, c'est comme ça, Dans le vieux Trinidad, je crains aussi, Que la situation soit vachement tordue, Tout comme les filles Yankee, les filles du coin font les yeux doux, Quand elles entendent le Bingle roucouler, Sur la plage de Manzanella, Les GI flirtent avec les filles du coin, Toute la nuit, ils font l'amour sous les tropiques, Le lendemain ils s'asseyent sous le soleil brûlant et se reposent, Du rhum et du Coca Cola, On travaille pour avoir les dollars Yankee... ».
The Andrews Sisters reprennent et enregistrent ce titre le 18 octobre 1944 chez Decca Records, avec l'orchestre de Vic Schoen (en). La chanson est no 1 des charts américains pendant dix semaines avec 2,5 millions de disques vendus aux États-Unis (malgré sa censure par quelques radios dont la BBC pour publicité illicite de boisson alcoolisée). La chanson connaît un immense succès mondial avec 7 millions de disques vendus dans le monde en 1946, en particulier à la suite du débarquement en Normandie de 1944, et à la victoire de la seconde Guerre mondiale par les Alliés. Le succès du titre incite Lord Invader et Lionel Belasco à poursuivre Morey Amsterdam en justice le 26 octobre 1946 pour plagiat et violation de leurs droits d'auteur-compositeur. Morey Amsterdam est finalement autorisé à conserver ses droits d'auteur, mais condamné à verser près de 150 000 dollars de dommages et intérêts à chacun des auteurs-compositeurs.

## Reprises
Ce standard a été repris par de nombreux interprètes, notamment Louis Prima, Harry Belafonte, Calypso Rose, Jean Sablon (1946, avec l'orchestre de Paul Baron), The Merrymen, Julio Iglesias, Arielle Dombasle, ou Barry White sur l'album Sheet Music (en) en 1980.